# Brunswick
Das englische Toponym Brunswick geht zurück auf den Ortsnamen Brunswiek, die niederdeutsche Vorlage der heute üblichen Namensform Braunschweig. Neben der englischen Form sind Abwandlungen und Transkriptionen des niederdeutschen Brunswiek in anderen Sprachen als Toponyme, vor allem aber als Familiennamen belegt.

## Orthographische Abwandlungen vonBrunswiek
Als Übersetzung des mittelalterlichen Stadtnamens und als Familiennamen treten die folgenden Varianten von Brunswiek auf.
- Braunschweig: Seit 1573 nachgewiesen, handelt es sich um eine verunglückte hochdeutsche Übertragung des mittelniederdeutschen Brunswiek.
- Vor allem in den niederdeutschen Bereich gehören (teils ansatzweise verhochdeutschte) Formen wie: Brunswich, Brunswig, Brunschwig, Brunswik (so auch im skandinavischen Raum), Brunswieck.
- Brunschvig oder Brunschvicg treten überwiegend im französischen Sprachraum als Familiennamen auf.
- Brunswijk wird im niederländischen Sprachraum verwendet.
- Brunszvik ist die ungarische Transkription des Toponyms sowie des Familiennamens der Schwestern Therese und Josephine Brunsvik.
- Brunszwik wird im polnischen Sprachraum verwendet.
- Familienname Bronswick aus dem westfälischen Raum (Münsterland, Steinfurter Land)

## Orte
Brunswick und seine Varianten begegnen als Name zahlreicher Ortschaften und Gebiete.

### Australien
- Brunswick (Victoria), Stadtteil von Melbourne im Local Government Area Moreland
- Brunswick East, Stadtteil von Melbourne im Local Government Area Moreland
- Brunswick West, Stadtteil von Melbourne im Local Government Area Moreland
- Brunswick Junction, eine Stadt im Südwesten von Western Australia
- Brunswick Heads, Ortschaft in New South Wales
- Brunswick River (Tasmansee), Fluss in New South Wales
- Brunswick River (Collie River), Fluss in Western Australia

### Chile
- Brunswick-Halbinsel, südlichster Punkt des südamerikanischen Festlandes

### Deutschland
- Braunschweig, namensstiftende Stadt in Niedersachsen
- Brunswik (Kiel), ein Ortsteil der Landeshauptstadt Kiel
- Brunschwig am Berge, Brunschwig in der Gasse und Brunschwig Rittergut, seit 1872 bzw. 1904 Gemeinden von Cottbus

### Kanada
- New Brunswick, Provinz, siehe New Brunswick/Nouveau-Brunswick
- Brunswick Beach, Ortsteil, British Columbia

### Neuseeland
- Brunswick (Neuseeland)

### Papua-Neuguinea
- Brunswick Harbour, Bucht im Huongolf

### Slowenien
- Brunšvik, ein Dorf in der Gemeinde Starše (Untersteiermark)

### Vereinigtes Königreich
- Brunswick, ein Ortsteil der Stadt Manchester, Greater Manchester
- Brunswick, ein Ort nahe der Stadt Newcastle upon Tyne, England
- Brunswick, ein mondänes Wohngebiet in der Stadt Hove, England

### Vereinigte Staaten

#### Städte
- Brunswick (Georgia), Stadt im Glynn County, Georgia
- Brunswick (Maine), Stadt im Cumberland County, Maine
  - Brunswick CDP (Maine), durch den US-Zensus geschaffenes Verwaltungsgebiet in Brunswick (Maine)
  - Brunswick Station, durch den US-Zensus geschaffenes Verwaltungsgebiet in Brunswick (Maine)
- Brunswick (Maryland), Stadt im Frederick County, Maryland
- Brunswick (Missouri), Stadt im Chariton County, Missouri
- Brunswick (Nebraska), Kleinstadt im Antelope County, Nebraska
- Brunswick (New York), Stadt im Rensselaer County, Bundesstaat New York
- New Brunswick, Stadt im Middlesex County, New Jersey
- Brunswick (North Carolina), Stadt im Columbus County, North Carolina
- Brunswick (Ohio), Stadt im Medina County, Ohio
- Brunswick (Vermont), Stadt im Essex County, Vermont
- Brunswick (Virginia), Ortschaft im Brunswick County, Virginia
- Brunswick (Wisconsin), Stadt im Eau Claire County, Wisconsin

#### Countys und Townships
- Brunswick County (North Carolina) im Staat North Carolina
- Brunswick County (Virginia) im Staat Virginia
- Brunswick Township (Minnesota), Township in Kanabec County, Minnesota
- Brunswick Township (Missouri), Township in Chariton County, Missouri
- East Brunswick Township (New Jersey), Township in Middlesex County, New Jersey
- North Brunswick Township, Township in Middlesex County, New Jersey
- South Brunswick Township, Township in Middlesex County, New Jersey
- East Brunswick Township (Pennsylvania), Township in Schuylkill County, Pennsylvania
- West Brunswick Township, Township in Schuylkill County, Pennsylvania
- Brunswick Hills Township, ein Township in Medina County, Ohio

#### Dörfer und Siedlungen
- Brunswick village (Indiana), Dorf in Lake County, Indiana
- Brunswick village (Michigan), Dorf in Muskegon County, Michigan
- Brunswick village (Tennessee), Dorf in Shelby County, Tennessee
- Brunswick village (Virginia), Dorf in Nottoway County, Virginia

- Karte mit allen verlinkten Seiten:
- OSM |
- WikiMap